# Мара, Муса
Муса Мара (фр. Moussa Mara, род. 2 марта 1975 года, Бамако, Мали) — малийский государственный деятель, премьер-министр Мали с 5 апреля 2014 года по 8 января 2015 года.

## Биография

### Молодые годы и образование
Муса Мара родился 2 марта 1975 года в столице Мали — Бамако. В 1990 году, после получения степени бакалавра в области точных наук Лицея Аскии Мохаммеда в Бамако, он продолжил учебу во Франции — в Высшей школе информатики и управления в Париже (1991), Новой школе делового администрирования (1992) и Национальном институте технической экономики и бухгалтерского учёта (1993—1994). После окончания учёбы в 1997 году начал работать бухгалтером-стажёром в фирме «DIARRA», и в 2000 году стал сертифицированным бухгалтером.

### Карьера
Политическую карьеру Муса Мара начал на парламентских выборах 2007 года. Затем он стал мэром коммуны IV округа Бамако. Позже возглавил созданную в 2010 году Партию перемен, а в 2013 году стал противником Ибрагима Бубакар Кейты на президентских выборах. В первом туре Мару поддержали только 1,5 процента избирателей. До апреля 2014 года он занимал должность министра градостроительства и городской политики в правительстве Умара Татама Ли.

### Пост премьер-министра
5 апреля 2014 года президент Мали Ибрагим Бубакар Кейта подписал указ о прекращении полномочий премьер-министра Умара Татама после того, как получил прошение правительства об отставке. В тот же день, Муса Мара был назначен новым премьер-министром. 16 мая, после тяжёлых боёв армии Мали с вооружёнными группировками, Мара посетил провинцию Кидаль.
8 января 2015 года, после конфликта с оппозиционными партиями и в результате давления со стороны президента, Муса Мара ушёл в отставку, пробыв 8 месяцев на должности премьера, после чего Ибрагим Бубакар Кейта назначил на его пост Модибо Кейту.

## Личная жизнь
Женат, трое детей.

## Интересные факты
- Премьер-министр Мали Муса Мара был одним из самых молодых руководителей глав государств и правительств в мире.
- Муса Мара был самым молодым премьер-министром Мали за всё время независимости.